# Patella aspera
Patella aspera Röding, 1798 é uma espécie de lapa, conhecida pelos nomes comuns de lapa-brava ou lapa-de-fundo, pertencente à família Patellidae. A espécie é objecto de captura para consumo humano nos arquipélagos da Macaronésia.

## Descrição
As lapas (família Patellidae) são moluscos univalves caracterizados por possuírem uma única concha quase oval e ligeiramente cónica. O pé, que é um músculo poderoso, actua de modo semelhante a uma ventosa, permitindo a fixação do organismo à rocha onde vive.
A espécie Patella aspera apresenta a concha de cor clara, espessa, de aspecto externo rugoso e irregular e com os bordos irregulares, muito frequentemente revestida por algas. A concha pode atingir até 10 cm de comprimento e apresenta colunas radiais bem expressas.
O corpo (pé) é robusto e liso, de cor amarelada.
A espécie é hermafrodita sequencial, mudando de sexo enquanto cresce: normalmente as lapas pequenas são machos e as maiores fêmeas. A distinção do sexo pode ser feita pela cor da gónada, pois os machos tem a gónada amarela e as fêmeas avermelhado. O período de reprodução destes organismos ocorre entre Outubro e Maio.

## Distribuição e habitat
A espécie é endémica das costas dos arquipélagos da Macaronésia, sendo mais frequente nos Açores, onde é objecto de captura comercial.
A espécie ocorre na parte superior do infralitoral e parte inferior da zona intertidal, sempre sobre substrato
rochoso. A lapa-brava vive geralmente imersa e pode ser encontrada até cerca de 12 metros de profundidade. Prefere áreas de forte hidrodinamismo, ocorrendo preferencialmente em zonas de costa muito expostas à acção das ondas, sendo por isso mais abundante nas costas norte das ilhas.
As lapas alimentam-se raspando a rocha com a rádula, um órgão raspador especializado existente na boca. O alimento preferido são os filmes de microalgas que se forma sobre a superfície das rochas, mas também consomem pequenos bactérias e larvas de outras espécies. Em volta de cada indivíduo existe uma área desprovida de algas frondosas, as quais não se puderam fixar devido à acção da lapa ao se alimentar. Com este efeito, as lapas condicionam o espaço disponível para as algas se fixarem desempenhando, por isso, um papel ecológico importante nas comunidades costeiras.
A espécie é alvo de intensa captura para consumo humano, sendo em geral consumida como lapas grelhadas, um prato típico da Macaronésia, normalmente usado como entrada. Pode também ser consumido em fresco, como lapas cruas, geralmente comidas vivas.